# Gammaropsis mauritiensis
Gammaropsis mauritiensis is een vlokreeftensoort uit de familie van de Photidae. De wetenschappelijke naam van de soort is voor het eerst geldig gepubliceerd in 1978 door Ledoyer.